# Натиле Векио
Натиле Векио је насеље у Италији у округу Ређо ди Калабрија, региону Калабрија.
Према процени из 2011. у насељу је живело 361 становника. Насеље се налази на надморској висини од 335 м.